# Hillsong United (ban nhạc)
Ban nhạc Hillsong United (được gọi là Hillsong UNITED hoặc UNITED) là một ban nhạc thờ phượng, khởi đầu là một phần của Hillsong Church. Được thành lập năm 1998 từ mục vụ thanh thiếu niên Hillsong, ban nhạc gồm những người luân phiên hướng dẫn ngợi khen thờ phượng trong Hội thánh: Brooke Fraser, Joel Houston, Reuben Morgan và Marty Sampson. Do một số bài hát được ban thanh thiếu niên viết, nên Darlene Zschech - người hướng dẫn thờ phượng của Hillsong - đã khuyên họ nên thu âm một album. Kết quả là bài hát One được phát hành rộng rãi bên cạnh album Touching Heaven Changing Earth của Hillsong Worship. Kể từ đó, nhóm phát hành 11 live album hàng năm và 4 studio album. Ban nhạc sáng tác và biểu diễn trong các mục vụ của Hội thánh, cũng như những buổi hòa nhạc trong các chuyến lưu diễn khắp thế giới. 

## Lịch sử
Ban nhạc được thành lập vào năm 1998, bởi những người bạn thân thiết trong mục vụ "Powerhouse Youth", do Phil và Lucinda Dooley (mục sư đặc trách thanh thiếu niên Hillsong) lãnh đạo trong nhiều năm. Là ban nhạc chủ nhà cho các buổi họp của Powerhouse, họ đã chơi các bài hát gốc và giúp lập lại nhiều giai điệu radio phổ biến tại buổi gặp gỡ hàng tuần cho thanh thiếu niên địa phương từ 16-25 tuổi. Ngoài ra, các thành viên còn cộng tác với tổ chức liên hệ phái Cơ Đốc Youth Alive Australia và các album của họ. Hầu hết thành viên của ban nhạc đều tham gia các mục vụ của Hillsong Church.
Powerhouse phát triển vào cuối thập niên 1990 bị phân chia thành hai nhóm để chăm sóc hai độ tuổi khác nhau: Powerhouse (tuổi từ 18-25) và Wildlife (tuổi từ 12-17). Reuben Morgan, cùng với sự trợ giúp của guitarist Marcus Beaumont và ca-nhạc sĩ Tanya Riches đã điều hành tất cả các đêm diễn, phát hành album và sự kiện của United cho đến năm 2003. Sau đó, vai trò lãnh đạo được chuyển cho Joel Houston. Cả ba đều biểu diễn cùng với nhóm nhỏ Powerhouse, bao gồm Mark Stevens, Nigel Hendroff, Peter King và Raymond Badham. Trong nhóm Peter King là người chơi piano chính, và là giám đốc âm nhạc; cùng với tay guitar Nigel Hendroff - người sau đó đã đảm nhận vai trò chỉ đạo âm nhạc này. Ở nhóm thiếu niên Wildlife họ đều là những thành viên của ban nhạc Able - từng giành chiến thắng trong một cuộc thi của kênh Channel V Leg-Up: Joel Houston, Marty Sampson, Luke Munns và Michael Guy Chislett. Joel Houston chơi bass còn Luke Munns là tay trống chính, cùng với Michael Guy Chislett - tay guitar chính của ban nhạc. Ban đầu họ được Russell Fragar đào tạo; Marty Sampson, Holly Dawson, Mark Stevens, Katrina Peoples, Michelle Fragar, Tanya Riches và Bec Mesiti là những ca sĩ đầu tiên. Vào mùa hè 1997, nhóm đã có tác động rất lớn ở trại hè thanh thiếu niên Summer Camp. Để rồi từ trại hè, ban thanh thiếu niên của Hillsong Church quyết định cùng họp nhau hàng tháng tại những đêm nhạc "UNITED".
Darlene Zschech đề nghị với Reuben Morgan rằng ban nhạc nên làm một album trong năm 1998, sau khi rất nhiều bài hát đã được mục vụ thanh thiếu niên sáng tác  Và rồi, đĩa hát One đã được thu âm bởi một ban nhạc hoàn toàn mới. Sau đó live album Everday được thu trong năm 1999 và được kết hợp, quảng bá cùng với album hàng năm của Hillsong Worship. Cả hai đều đạt Gold sales ở Úc. Ban nhạc tiếp tục phát hành một album mỗi năm, đổi tên thành Hillsong United. Năm 2002 sau khi Reuben Morgan rời khỏi vị trí hướng dẫn thờ phượng của ban, Joel Houston, con trai trưởng mục sư Brian Houston, và Marty Sampson đã dẫn dắt nhóm lại với nhau.
Các thành viên của ban nhạc đều tham gia vào việc hướng dẫn ngợi khen thờ phượng trong Hội thánh. Nhiều người đã tình nguyện không nhận lương cho những đóng góp về thời gian và công sức của họ. Và với nhu cầu về tình nguyện viên của nhà thờ, sự xáo trộn nhân sự là hệ quả tất yếu. Cựu tay trống Luke Munns (1998-2006) - người đã chơi trong bảy bản thu âm trực tiếp - rời khỏi vị trí đánh trống và trở thành người tiên phong cho ban nhạc rock/indie LUKAS. Sau cuộc hôn nhân với Michelle vào tháng 11/2006, Sampson từ chức khỏi hàng ngũ lãnh đạo chính của ban nhạc. Anh đã đóng góp thêm hai bài hát với United —"Devotion" - được chính anh viết lời và hát, và "Saviour King" - bài hát anh viết với Mia Fieldes —trước khi chính thức rời ban nhạc. Những bài hát này là một phần trong bản phát hành All of the Above năm 2007. Các thành viên hiện tại của ban nhạc Hillsong United bao gồm Joel Houston, Jonathon Douglass (JD), Jadwin "Jad" Gillies, Matt Crocker, Taya Smith, Dylan Thomas (rhythm guitar), Timon Klein (lead guitar), Peter James & Benjamin Tennikoff (keyboards), Adam Crosariol (guitar bass), và Simon Kobler (trống).
Các CD/DVD hàng năm của Hillsong United được thu âm trong nhiều năm, suốt thời gian diễn ra đại hội Encounterfest của ban thanh thiếu niên Hillsong (tháng 10), và album sẽ phát hành trong quý đầu tiên của năm sau. Album năm 2007 All of the Above  là album đầu tiên được thực hiện hoàn toàn trong phòng thu. Ban nhạc đã lưu diễn ở một số quốc gia, hướng dẫn ngợi khen thờ phượng ở nhiều nơi khác nhau và ảnh hưởng rộng ra quốc tế. Logo chính thức của UNITED được thiết kế bởi Luke Munns vào năm 2002, trong album To the Ends of the Earth.
Năm 2014, họ thắng 5 giải Dove Awards. Ban nhạc được đề cử năm thứ hai liên tiếp tại American Music Award 2015. Cũng trong năm đó, họ giành giải Billboard Music Award trong Top Christian Artist.

## Các thành viên
Hiện tại 
Các thành viên ban nhạc tính đến  năm 2016:
- Thienhuu - hướng dẫn Thờ Phượng (tl)
- Joel Houston – hướng dẫn thờ phượng, guitar, đàn phím, bộ gõ
- Jonathon "JD" Douglass – hướng dẫn thờ phượng, bộ gõ
- Jad Gillies – hướng dẫn thờ phượng, guitar
- Matt Crocker – hướng dẫn thờ phượng, guitar, bộ gõ
- Taya Smith – hướng dẫn thờ phượng
- Dylan Thomas – guitar, đàn phím, chỉ đạo âm nhạc
- Adam Crosariol – guitar bass
- Simon Kobler – trống
- Michael Guy Chislett – guitar, đàn phím, chỉ đạo âm nhạc
- Benjamin "Ben" Tennikoff – đàn organ, lập trình, thử nghiệm

Trước đó
Các thành viên cũ gồm có:
- Michelle Fragar –  hướng dẫn thờ phượng[17]
- Brooke Fraser –  hướng dẫn thờ phượng, guitar
- Luke Munns – trống[18][19]
- Annie Garratt –  hướng dẫn thờ phượng[20][21]
- Timon Klein – lead guitar
- Sam Knock –  hướng dẫn thờ phượng
- Peter James – piano, organ, synthesizer
- Hayley Law –  hướng dẫn thờ phượng
- Jill McCloghry –  hướng dẫn thờ phượng
- Marty Sampson –  hướng dẫn thờ phượng, guitar[22]
- David Ware –  hướng dẫn thờ phượng
- Nigel Hendroff - lead guitar

## Danh sách các đĩa hát

### Studio albums
| All of the Above                                                                 | - Ngày phát hành: 17 tháng 3 năm 2007 (AUS) - Bởi: Hillsong Music Australia       | 6 | —  | —  | — | 13 | 60 | 1 |
| Aftermath                                                                        | - Ngày phát hành: 15 tháng 2 năm 2011 - Bởi: Hillsong Music Australia, EMI        | 4 | —  | —  | — | 12 | 17 | 1 |
| Zion                                                                             | - Ngày phát hành: 22 tháng 2 năm 2013 (AUS) - Bởi: Hillsong Music Australia, EMI  | 1 | 16 | 39 | 5 | 8  | 5  | 1 |
| Empires                                                                          | - Ngày phát hành: 26 tháng 5 năm 2015 (AUS) - Bởi: Hillsong Music Australia, Sony | 1 | 4  | 12 | 7 | 7  | 5  | 1 |
| "—" denotes a recording that did not chart or was not released in that territory |                                                                                   |   |    |    |   |    |    |   |

### Live albums
| Everyday                                                                         | - Ngày phát hành: Tháng 11 năm 1999 - Bởi: Hillsong Music Australia                  | —  | —  | —  | —   | —  |
| Best Friend                                                                      | - Ngày phát hành: 20 tháng 11 năm 2000 - Bởi: Hillsong Music Australia               | —  | —  | —  | —   | —  |
| King of Majesty                                                                  | - Ngày phát hành: 15 tháng 10 năm 2001 - Bởi: Hillsong Music Australia               | —  | —  | —  | —   | —  |
| To the Ends of the Earth                                                         | - Ngày phát hành: 21 tháng 1 năm 2002 - Bởi: Hillsong Music Australia                | —  | —  | —  | —   | —  |
| More Than Life                                                                   | - Ngày phát hành: 23 tháng 3 năm 2004 - Bởi: Hillsong Music Australia                | —  | —  | —  | —   | —  |
| Look to You                                                                      | - Ngày phát hành: 28 tháng 2 năm 2005 - Bởi: Hillsong Music Australia                | 30 | —  | —  | —   | 33 |
| United We Stand                                                                  | - Ngày phát hành: 11 tháng 3 năm 2006 - Bởi: Hillsong Music Australia                | 28 | 23 | —  | 162 | 11 |
| Unidos Permanecemos                                                              | - Ngày phát hành: năm 2007 - Bởi: Hillsong Music Australia                           | —  | —  | —  | —   | —  |
| The I Heart Revolution: With Hearts as One                                       | - Ngày phát hành: 8 tháng 3 năm 2008 - Bởi: Hillsong Music Australia                 | 8  | 22 | —  | 117 | 5  |
| [a_CROSS // the_EARTH]                                                           | - Ngày phát hành: 9 tháng 5 năm 2009 (AUS) - Bởi: Hillsong Music Australia           | 22 | 21 | —  | 21  | 1  |
| Live in Miami: Welcome to the Aftermath                                          | - Ngày phát hành: 14 thang 2 năm 2012 - Bởi: Hillsong Music Australia, Capitol       | 22 | —  | —  | 71  | 1  |
| Zion Acoustic Sessions                                                           | - Ngày phát hành: 29 tháng 10 năm 2013 - Bởi: Hillsong Music Australia, Capitol      | —  | —  | —  | 88  | —  |
| Of Dirt and Grace: Live from the Land                                            | - Ngày phát hành: 15 tháng 7 năm 2016 (AUS) - Bởi: Hillsong Music Australia, Capitol | 8  | —— | 80 | 40  | 2  |
| "—" denotes a recording that did not chart or was not released in that territory |                                                                                      |    |    |    |     |    |

### Soundtrack albums
| Tên                                                          | Chi tiết album                                                                            | Vị trí cao nhất | Vị trí cao nhất | Vị trí cao nhất |
| Tên                                                          | Chi tiết album                                                                            | AUS             | US              | US Christ.      |
| ------------------------------------------------------------ | ----------------------------------------------------------------------------------------- | --------------- | --------------- | --------------- |
| Hillsong: Let Hope Rise – Original Motion Picture Soundtrack | - Ngày phát hành: ngày 12 tháng 8 năm 2016 (AUS) - Bởi: Hillsong Music Australia, Capitol | 94              | —               | 11              |

### Khác
- One (EP) (1998)
- In a Valley by the Sea (EP) (2007)
- Oceans (EP) (2013)
- The White Album (Remix Project) (2014)

## Đĩa đơn
| Năm  | Bài hát                                    | Vị trí cao nhất  | Vị trí cao nhất    | Vị trí cao nhất    | Vị trí cao nhất   | Vị trí cao nhất | Chứng nhận     | Doanh số        |
| Năm  | Bài hát                                    | US Christ. Songs | US Christ. Airplay | US Christ. Digital | US Christ. Stream | US Hot 100      | Chứng nhận     | Doanh số        |
| ---- | ------------------------------------------ | ---------------- | ------------------ | ------------------ | ----------------- | --------------- | -------------- | --------------- |
| 2011 | "Bones"                                    | –                | –                  | 35                 | –                 | –               |                |                 |
| 2011 | "Like an Avalanche"                        | 40               | –                  | 40                 | –                 | –               |                |                 |
| 2011 | "Search My Heart"                          | 20               | –                  | 17                 | –                 | –               |                |                 |
| 2011 | "Lead Me to the Cross"                     | –                | –                  | 48                 | 16                | –               |                |                 |
| 2013 | "Scandal of Grace"                         | 25               | –                  | 21                 | –                 | –               |                |                 |
| 2013 | "From the Inside Out"                      | –                | –                  | –                  | 23                | –               |                |                 |
| 2013 | "Oceans (Where Feet May Fail)"             | 1                | 1                  | 1                  | 1                 | 83              | - US: Bạch kim | - US: 1,000,000 |
| 2013 | "Relentless"                               | 27               | –                  | 45                 | –                 | –               |                |                 |
| 2014 | "Love Is War"                              | 38               | –                  | 50                 | –                 | –               |                |                 |
| 2015 | "Touch the Sky"                            | 5                | 6                  | 1                  | 9                 | –               |                |                 |
| 2015 | "Prince of Peace"                          | 26               | –                  | 15                 | –                 | –               |                |                 |
| 2015 | "Heart Like Heaven"                        | 26               | –                  | 31                 | –                 | –               |                |                 |
| 2015 | "Even When It Hurts (Praise Song)"         | 29               | –                  | 36                 | –                 | –               |                |                 |
| 2015 | "Here Now (Madness)"                       | 32               | –                  | –                  | –                 | –               |                |                 |
| 2015 | "Say the Word"                             | 34               | –                  | –                  | –                 | –               |                |                 |
| 2015 | "Captain"                                  | 38               | –                  | –                  | –                 | –               |                |                 |
| 2015 | "Rule"                                     | 40               | –                  | –                  | –                 | –               |                |                 |
| 2015 | "Empires"                                  | 41               | –                  | –                  | –                 | –               |                |                 |
| 2015 | "When I Lost My Heart to You (Hallelujah)" | 43               | –                  | –                  | –                 | –               |                |                 |
| 2015 | "Street Called Mercy"                      | 45               | –                  | –                  | –                 | –               |                |                 |
| 2015 | "Closer Than You Know"                     | 47               | –                  | –                  | –                 | –               |                |                 |

## Quay video
- 2004: More Than Life (kèm DVD với album)
- 2005: Look to You (kèm DVD với album)
- 2006: United We Stand (kèm DVD  với album)
- 2007: All of the Above (kèm DVD  với album)
- 2008: The I Heart Revolution: With Hearts As One (DVD âm nhạc)
- 2010: The I Heart Revolution: We're All in This Together (DVD/Blu-ray tài liệu)
- 2012: Live in Miami (DVD/Blu-ray âm nhạc)
- 2013: Zion Acoustic Sessions (DVD âm nhạc)

Phim tài liệu Hillsong: Let Hope Rise, do Michael John Warren làm đạo diễn, ghi lại quá trình phát triển của ban nhạc dự kiến sẽ được Warner Bros phát hành trong kỳ nghỉ cuối tuần Phục Sinh năm 2015. Nhưng khi Alcon Entertainment và Warner Bros. không thể kết thúc hợp đồng, bộ phim đã được rút khỏi kế hoạch của Warner Bros. Tháng 3/2015, Relativity Media đã nhận được quyền phân phối và bộ phim dời ngày phát hành sang 29 tháng 5. Nhưng đến cuối tháng 4, Relativity lại dời ngày công chiếu đến 30 tháng 9 năm 2015. Tuy nhiên, Relativity Media đã đệ đơn xin phá sản (theo chương 11 Hiến pháp Liên bang Australia) vào tháng 7 và từ bỏ các quyền đối với các nhà sản xuất. Cuối cùng PureFlix mua lại bản quyền bộ phim và nó được phát hành vào ngày 16 tháng 9 năm 2016.